# Jean-Paul Sartre

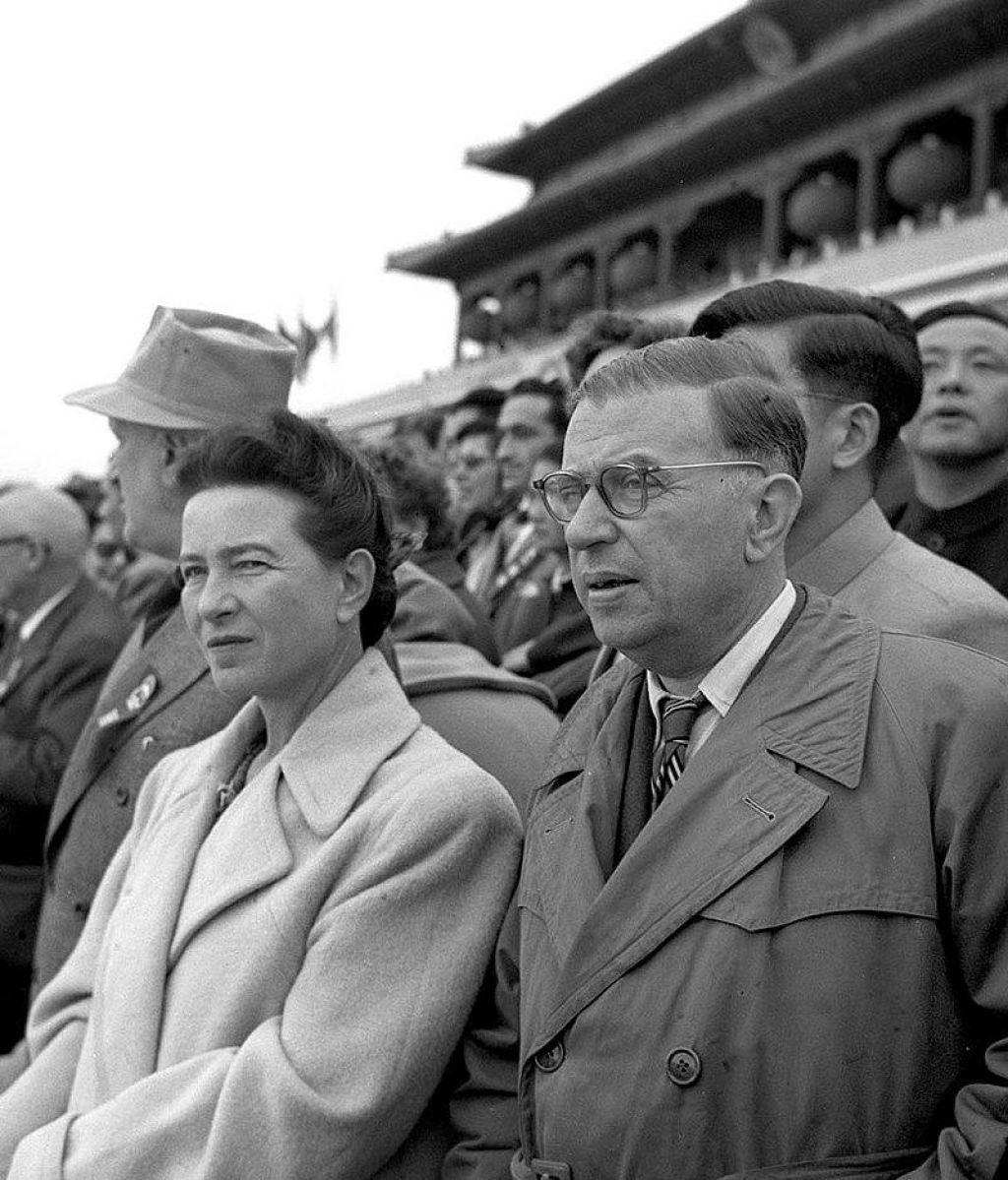
Simone de Beauvoir och Jean-Paul Sartre på Himmelska fridens torg i Peking 1955.

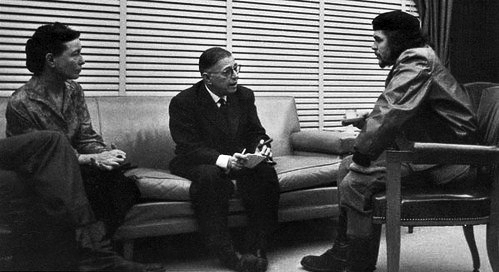
Simone de Beauvoir, Jean-Paul Sartre och Che Guevara 1960 på Kuba.

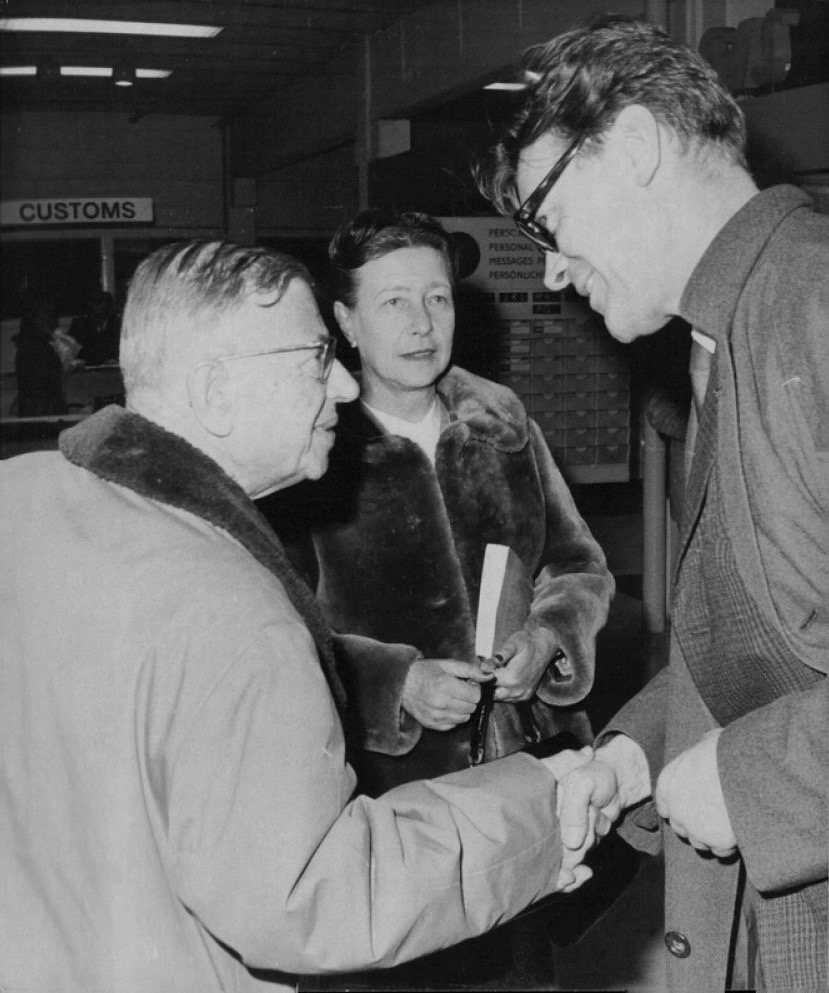
Jean-Paul Sartre och Simone de Beauvoir välkomnas på Arlanda av John Takman inför ett möte med Russelltribunalen i Stockholm 1967.

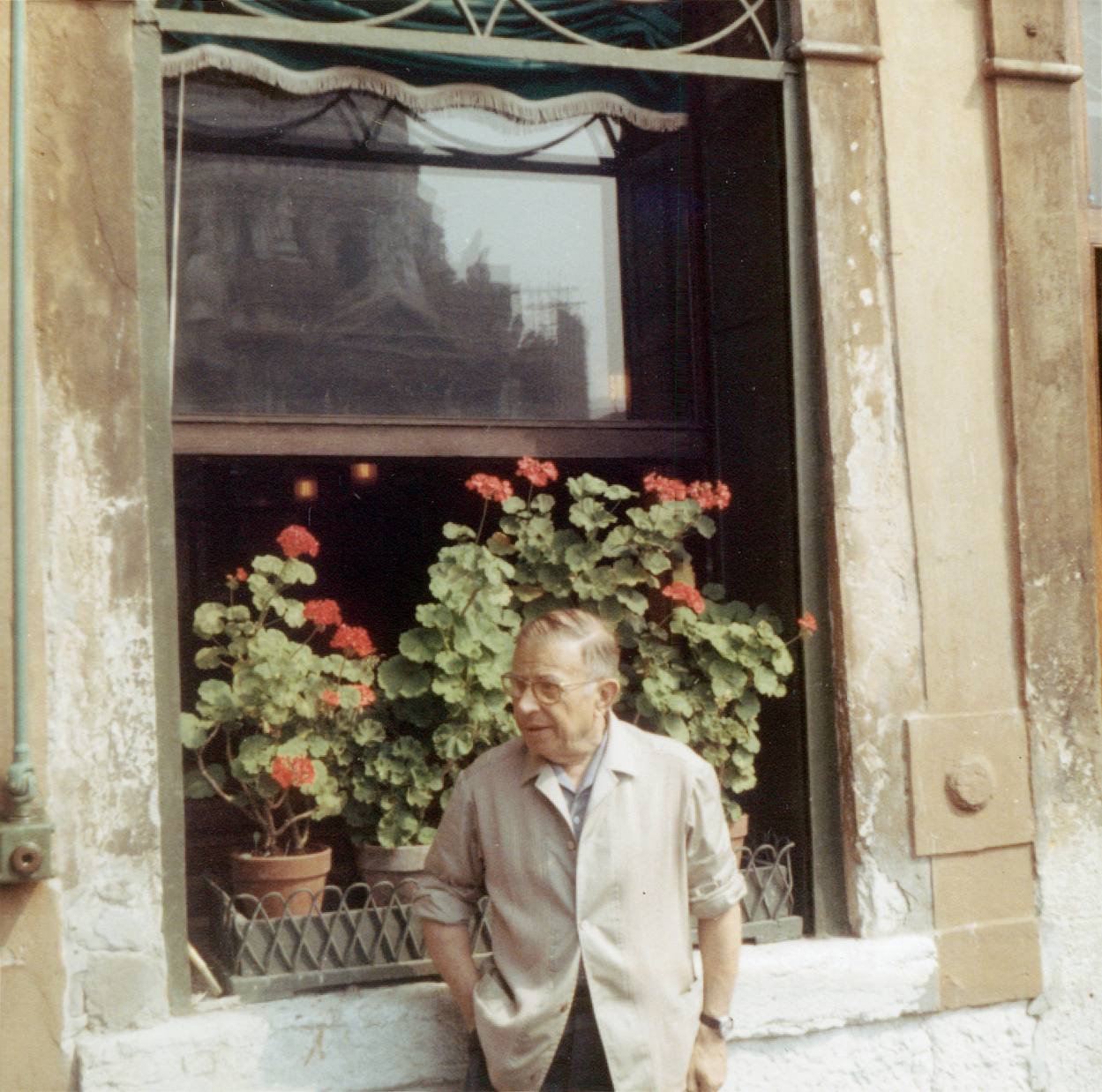
Jean-Paul Sartre 1967.

Jean-Paul Charles Aymard Sartre, född 21 juni 1905 i Paris, död 15 april 1980 i Paris, var en fransk författare, intellektuell och filosof. Han tilldelades Nobelpriset i litteratur 1964. Motiveringen löd: ”för sina idérika skrifter, som genom sin frihetsanda och sitt sökande efter sanningen utövat ett vittgående inflytande på vår världsbild”. Han avböjde dock priset. 
Sartre är känd som en av grundarna av existentialismen. Debutromanen La Nausée (Äcklet) utkom 1938, och sedan producerade han en mängd filosofiska, skönlitterära och politiska verk fram till sin död. I september 1944 bildade Sartre en redaktionskommitté för tidskriften Les Temps Modernes tillsammans med bland andra Raymond Aron, Maurice Merleau-Ponty och sin livskamrat, filosofen och författarinnan Simone de Beauvoir. Första numret kom ut i oktober 1945. Både Sartre och de Beauvoir engagerade sig starkt politiskt mot den franska och internationella borgerligheten och särskilt mot det franska kolonialstyret i Franska Algeriet.

## Biografi

### Liv till andra världskrigets slut
Sartre föddes i Paris år 1905, och blev redan vid femton månaders ålder faderlös. Vid tidig ålder lärde hans morfar, som var bror till Albert Schweitzer, honom matematik och lät honom studera klassisk litteratur. Från att som liten varit mobbad i skolan blev han i gymnasiet en lysande men upprorisk elev som "...man talade om...". Sartre gick igenom det franska elitistiska utbildningssystemet - grand ecoles - från Lycee Henri IV (1920-1922) via Lycee Louise-le-Grand(1922-1924 till elitskolan École Normale Supérieure (1924-1929), med filosofi som huvudsaklig inriktning. Sartre och författaren Paul Nizan följdes åt genom hela denna skoltid. Han kom här att studera filosofi tillsammans med Jean Hyppolite. 
På det andra examensprovet blev han bäst i kursen, tätt följd av Simone de Beauvoir. Dessa två kom sedan att inleda ett öppet förhållande som varade till Sartres död år 1980. Samtidigt som de stod vid varandras sida hade både ett ganska stort antal kärleksaffärer vid sidan om. Detta accepterades enligt överenskommelsen de hade sinsemellan. Sartre och Simone de Beauvoir kom att förkroppsliga "de intellektuella" under efterkrigstiden.
Efter examen 1931 tjänstgjorde han några år som gymnasielärare. Han lämnade det arbetet för att resa till Tyskland och studera Edmund Husserl. Det tog honom fyra år av intensiva studier att helt förstå Husserl, och han blev därefter i flera år husserlit. Sartre hade genom hela sin ungdom haft en vision av att förena filosofi och skönlitteratur. Hans första försök, det som kom att bli romanen Äcklet, refuserades tre gånger av förlaget, Éditions Gallimard, innan den utgavs år 1938, då rejält omskriven. Året efter utgavs novellsamlingen Muren. Båda blev stora succéer i Frankrikes intellektuella kretsar. Samma år blev han inkallad till militärtjänst i andra världskriget, där han främst ägnade sig åt sitt författarskap. Han blev tillfångatagen av tyskarna men frisläpptes i april 1941.

### Karriär
År 1945 grundade Sartre tillsammans med några andra existentialister tidskriften Les Temps Modernes. Denna tidning blev ett viktigt forum för den existentialistiska debatten. Samtidigt blev existentialism högsta mode i Paris. Man tog parti för eller emot olika schatteringar inom rörelsen, Sartre eller Albert Camus. Allt som ansågs som moraliskt förfall, till exempel den jitterbuggdansande ungdomen, kallades existentialistiskt. Det utvecklades ett existentialistiskt mode, där svart polo, basker samt mörk byxa och kavaj var de viktigaste plaggen. Det var också under denna tid som de litterära kaféerna fick sin glansperiod i Paris. Sartres stamkafé var Café de Flore i centrala Paris. 
Sartre lämnar dock det rent existentialistiska synsättet och försöker istället förena marxismen och existentialismen till en mer humaniserad marxism. Detta gör han i Critique de la raison dialectique ("Kritik av det dialektiska förnuftet") som utkom 1960. Den analys han gör där anses av vissa vara misslyckad, det var få existentialister som ville följa honom mot större politiskt engagemang och ta itu med den klassiska socialistiska idé- och samhällskritiken. Tanken om marxismen som en humanism, och det förnyade intresset för den tidige Marx och hans idéer provocerade fram ett motangrepp från de moskvatrogna intellektuella med Louis Althusser i spetsen. Sartre blev därför i likhet med sin elev André Gorz en företrädare för den så kallade "Nya vänstern" och blev vän med den amerikanske sociologen C. Wright Mills, som också utgick från den unge Marx och alienation. De unga intellektuella kring Mills på New Left Review i England, men även Jurgen Habermas och Frankfurtskolan i Västtyskland och Praxisfilosoferna i Jugoslavien och dissidenter i Östeuropa som Rudolf Bahro, stod Sartre nära.
Sartre engagerade sig under och efter kriget allt mer för socialismen. Han intog en position som var vänsterrevolutionär, men samtidigt tog han avstånd från de stalintrogna kommunisterna. Senare kom han att närma sig det Franska kommunistpartiet (PCF), men han blev aldrig medlem. Anledning var bland annat att han ville behålla sitt oberoende som fri skribent.
Under sitt arbete för frihetskampen i Franska Algeriet träffade han Arlette Elkaïm som han 1965 adopterade som sin dotter. Detta ledde senare till konflikter mellan adoptivdottern Elkaïm och livskamraten de Beauvoir i fråga om publiceringsrättigheter efter Sartres död.
I september 1975 gjorde dåvarande direktören för Nobelstiftelsen, Stig Ramel, gällande att en närstående till Jean-Paul Sartre via brev undersökt möjligheten att i efterhand få ta del av prispengarna. Sartre dementerade kort därefter att han gett någon ett sådant uppdrag. Detta ter sig desto mer troligt då hans vägran att ta emot Nobelpriset 1964 inordnar sig i ett medvetet mönster - som han strax efter utnämningen skrev i Le Monde ”att vägra att låta sig förvandlas till institution”; att låta systemet lägga beslag på en, stå fri från auktoriteter. Han vägrade redan 1945 ta emot Hederslegionen för sitt arbete inom motståndsrörelsen, tackade nej 1949 när Francois Mauriac erbjöd en stol i Franska Akademin liksom att bli professor i filosofi på College de France. Redan 1940 avböjde han sin kandidatur i Le Prix du Roman Populiste liksom han avböjde de två andra prisen Le Prix de la Renaissance och Le Prix Renaudot men även kandidaturen till Goncourtpriset.  Han önskade likt Sokrates att gå frihetens väg och med sin filosofi vara den som oroar, vara Frankrikes dåliga samvete.

## Utmärkelser
Asteroiden 11384 Sartre är uppkallad efter honom.

## Sartres intellektuella arv
Sartre skrev förutom filosofiska verk även mycket skönlitteratur, bland annat ett stort antal dramer. Han författade även ett stort verk om Gustave Flaubert. Dessa litterära framgångar gav honom 1964 Nobelpriset.  
Sartre gav under åren 1947-76 ut tio volymer av ”Situations”, numrerade från I-X. De äldsta styckena var från 1938. Publikationen inrymmer vitt skilda texter avseende, litterära, politiska, polemiska, självbiografiska element vilka tillsammans bildar en genreöverskridande helhet. De innehåller många av Sartres mest viktiga artiklar och essäer, där han framförallt visar sitt filosofiska och politiska ansikte. De bildar som Jan Myrdal skriver en tidsbundenhet : ”med tusen trådar av kärlek och hat - vilket var en central del av ett enda skrivande livsverk”. Enbart sidantalet i Situation I-X kan uppskattas till drygt 3500 sidor.
Sartre uppges vara den som myntade begreppet ekocid - dvs de  människo-framkallade ekologiska katastrofer, vilka direkt omöjliggör för många folkgrupper och minoriteter att fortleva.
Mot slutet av sitt liv blev Sartre blind, och kunde därför inte längre läsa. de Beauvoir var kvar vid hans sida till slutet. När han avled 1980 deltog 50 000 personer i begravningståget.